# 2002年の台風
2002年の台風（2002ねんのたいふう、太平洋北西部で発生した熱帯低気圧）のデータ。
台風の発生数は26個と平年並みであった。8月末までに17個の台風が発生し、平年 (14.1個) よりやや多めであったが、9月と10月に発生した台風が計6個 (平年9.0個)とやや少なめで、全体ではほぼ平年並みとなった。
日本に接近した台風は13個、上陸した台風は3個（6号・7号・21号）であり、上陸数に関しては個数だけを見ると発生数と同様に平年並みであるが、これら3個の上陸台風は、台風銀座と呼ばれる九州や四国、紀伊半島などではなく、いずれも関東地方に上陸（7号だけは静岡県に上陸後に千葉県に再上陸）して首都圏を直撃している。関東地方に年間で3個の台風が上陸したのは、1951年の統計開始以来初めてであった。
ちなみに、この年のように関東地方を複数の台風が直撃した他の年の例として、1958年がある。この年には、台風11号・21号・22号（狩野川台風）の3個の台風が、いずれも関東地方やその近辺に上陸した。しかしこのうち、11号は関東地方への直接の上陸ではなく、静岡県から上陸しての関東地方通過であったため、（厳密には）関東地方に上陸したのは2個であった。そのため、1年で3個以上の台風が関東地方に上陸したのは2002年が初である。
この他、この年の台風には以下のような特徴があった。
- 台風の発生海域が東に偏っており、発生位置の平均経度は統計開始以降最大で、史上最も東寄りであった[2]。これに関しては、エルニーニョ現象の発生年には台風の発生海域が平年よりも東寄りになることが多くなっていることから、この年の夏以降に本格化したエルニーニョ現象との関係があるものと推測される[2]。
- 中部太平洋から日付変更線（東経180度）を越えて北西太平洋に侵入し、ハリケーンから台風になった「越境台風」が（17号・24号）存在した。これは1951年以降初めてである[2]。なお、これは上記の現象（発生海域が東寄り）を別の側面から見たものである[2]。
- 低緯度で発生しその後も低緯度を西進したまま消滅する台風が少なく、フィリピンを通過した台風はなかった。これも1951年以降初めてである[2]。また、これも先述の現象（発生海域が東寄り）を別の側面から見たものである[2]。
- 7月に2個の台風が日本に上陸したが、これは1993年以来9年ぶりで、統計開始以降3回目であった[2][注 1]。
- 9月に日本に接近した台風はなかった。これは1987年以来15年ぶりで、統計開始以降9回目であった[2][注 1]。

## 月別の台風発生数
| 1月 | 2月 | 3月 | 4月 | 5月 | 6月 | 7月 | 8月 | 9月 | 10月 | 11月 | 12月 | 年間 |
| --- | --- | --- | --- | --- | --- | --- | --- | --- | ---- | ---- | ---- | ---- |
| 1   | 1   |     |     | 1   | 3   | 5   | 6   | 4   | 2    | 2    | 1    | 26   |

## 「台風」に分類されている熱帯低気圧

### 台風1号（ターファー）
200201・01W・アガトン

### 台風2号（ミートク）
200202・02W・バズヤン

### 台風3号（ハギビス）
200203・05W

### 台風4号（ノグリー）
200204・07W・エスパダ

### 台風5号（ラマスーン）
200205・09W・フロリタ

### 台風6号（ツァターン）
200206・08W・グロリア
6月29日にトラック島近海で発生後、勢力を強めながら北西に進み、7月7日には非常に強い勢力となった。9日に南大東島の東海上で徐々に勢力を弱めながら北東に進路を変え、11日0時過ぎに千葉県館山市付近に上陸。その後鹿島灘から三陸沖を北北東に進み、11日21時頃、北海道釧路市付近に再上陸した。その後はオホーツク海を経て12日0時に温帯低気圧に変わった。

台風の接近と梅雨前線の活動が重なったため、日本列島の各地で大雨が降り、各地で浸水被害などが発生。6人が死亡し、1人が行方不明となったほか、39人が重軽傷を負い、10,000棟を超える家屋が浸水した。

### 台風7号（ハーロン）
200207・10W・インダイ

### 台風8号（ナクリー）
200208・11W・ハンバロス

### 台風9号（フンシェン）
200209・12W

### 台風10号（カルマエギ）
200210・14W

### 台風11号（フォンウォン）
200211・15W・カカ

7月20日に、日本のはるか南東海上で発生後、しばらくは西進していたが、沖縄の南東海上で楕円を描くような経路を示し、その後北上して九州に接近した後に消滅するという、複雑な進路を辿った。

### 台風12号（カンムリ）
200212・16W・ラガラグ

### 台風13号（ファンフォン）
200213・19W
8月11日にポナペ島の北東海上で発生し、アジア名「ファンフォン（Phanfone）」と命名された。台風は、15日に父島の南西海上で大型で非常に強い勢力になった後、進路を北北西に変えて進んだ。17日にはやや衰弱して強い勢力となり、18日に紀伊半島の南海上で北東に進路を変えた。19日に八丈島付近を通過し、次第にスピードを上げて東北東に進み、21日に北海道の東海上で温帯低気圧に変わった。この台風により、床上浸水5棟・床下浸水83棟の住家被害が生じた。

### 台風14号（ヴォンフォン）
200214・20W

### 台風15号（ルーサー）
200215・21W
8月23日に日本のはるか南東で発生し、アジア名「ルーサー（Rusa）」と命名された。台風は26日に、父島の南東海上で大型で強い勢力となった。その後徐々に北西に進路を変え、29日に奄美大島北部を通過。次第に北へ進路を変えて東シナ海を進み、31日に朝鮮半島に上陸した。その後は北北東に進路を変えて、9月1日に同半島の東岸にて熱帯低気圧に変わった。

### 台風16号（シンラコウ）
200216・22W

### 台風17号（エーレ）
200217・02C

### 台風18号（ハグピート）
200218・23W

### 台風19号（チャンミー）
200219

### 台風20号（メーカラー）
200220・24W

### 台風21号（ヒーゴス）
200221・25W
9月27日3時に南鳥島の南海上で発生し、西進しながら勢力を強め、9月29日には沖ノ鳥島近海の海上で中心気圧930hPa、最大風速50m.sの非常に強い台風にまで発達した。最盛期を迎えると共に進路を北寄りに変え始め、徐々に加速し始めた。9月30日には、東日本に上陸する台風としては戦後最大級と報道されるようになった。台風は速いスピードで北に進み、10月1日20時頃に三浦半島を通過し、20時半頃に神奈川県川崎市付近に上陸した。速い速度で北上したため、勢力はさほど衰えておらず、上陸時でも中心気圧960 hPa、最大風速35 m/sの強い勢力を保っていた。1951年以降に東日本に上陸した台風としては平成16年台風第22号（950 hPa）、狩野川台風・昭和33年台風第21号（955 hPa）に次いで歴代4位の強さである。上陸後は陸地に沿って北上し関東、東北地方を縦断した後、10月2日6時ごろには北海道苫小牧市付近に再上陸し、同日15時にサハリンの西で温帯低気圧に変わった。

### 台風22号（バービー）
200222・26W
10月8日にエニウェトク島の西の海上で発生した熱帯低気圧が、発達しながら北西に進み、10日にグアム島の東海上で大型の台風（22号）になった。12日に最も勢力を強め、南鳥島の西南西を通過後、勢力を弱めながら北に進み、14日に父島の北東海上で温帯低気圧に変わった。

この台風により、熱海港北防波堤で、高波によって十数人が海に流された。漁船等により17名が救助され、うち6名を病院に搬送された。このうち、2名の死亡が確認され、その他4名は軽傷であった。

### 台風23号（メイサーク）
200223・29W

### 台風24号（フーコ）
200224・03C

### 台風25号（ハイシェン）
200225・30W

### 台風26号（ポンソナ）
200226・31W
12月3日にグアム島近海で発生し、アジア名「ポンソナ（Pongsona）」と命名された。命名国は北朝鮮で、朝鮮語で「ホウセンカ」を意味する。台風は北マリアナ諸島やグアム島などを直撃し、グアム島では全島に過去最大級の被害が生じた。
この台風のアジア名である「ポンソナ（Pongsona）」は、この台風限りで使用中止となり、次順からは「ノウル（Noul）」というアジア名が使用されることになった。
| グアム島における台風の被害 |  | 北マリアナ諸島における台風の被害 |
| グアム島における台風の被害 |  | 北マリアナ諸島における台風の被害 |